# Ebrima Manneh (Journalist)
Ebrima B. Manneh (* 18. Februar 1978 in Lamin;  genannt: „Chief“ Ebrima Manneh) ist ein Journalist im westafrikanischen Staat Gambia. Während sein Aufenthalt seit Juli 2006 unklar ist, wird spekuliert, dass er 2008 im Gefängnis zu Tode kam. Offiziellen Regierungsangaben zufolge weiß diese allerdings nichts über seinen Verbleib.

## Leben

### Arbeit als Journalist
Manneh war seit 1998 bei der Tageszeitung The Daily Observer als Journalist tätig. Die Tageszeitung wird als regierungsnah eingestuft. Dort war er Reporter und Kolumnist im Bereich Verbrechen.

### Verhaftung
Die Organisation Reporter ohne Grenzen äußerte am 20. Juli 2006 zuerst ihre Besorgnis über das Verschwinden zweier Journalisten, darunter Manneh. Er wird einer Meldung zur Folge seit dem 7. Juli vermisst, seine Familie äußerte die Vermutung, dass Manneh nach seiner Verhaftung durch die National Intelligence Agency (NIA) die Flucht gelang und sich seitdem versteckt hält. Als Entführungsdatum wurde teilweise auch der 11. Juli genannt. Nach Information der Media Foundation for West Africa (MFWA) wurde Manneh am 11. Juli von zwei Beamten in Zivil in den Redaktionsräumen des Daily Observer in Bakau von der NIA festgenommen und im Mile 2-Gefängnis ohne Anklage und Kontakt zur Außenwelt inhaftiert. Nach Aussage der MFWA wird Manneh vorgeworfen im Juli bei dem Gipfel der Afrikanischen Union in Banjul, einer Woche vor seiner Verhaftung, „schädliche“ Informationen an ausländische Journalisten zur Verfügung gestellt zu haben. Die NIA leugnete die Inhaftierung Mannehs, so die MFWA.

### Lebenszeichen in Fatoto
Der Gambia Echo berichtete am 13. Januar 2007, dass Manneh sich im Dezember 2006 in der Polizeiwache von Fatoto befunden hatte. So soll er in den letzten fünf Monaten davor – die letzten drei davon in Fatoto – in den verschiedenen Polizeistationen des Landes festgehalten worden sein. Menschenrechtsorganisationen, unter anderem Reporter ohne Grenzen, hatten in der Zwischenzeit eine Petition an den gambischen Präsidenten Jammeh verfasst, um die Freilassung Mannehs zu erreichen. Während der letzten Monate hatte die Regierung weiterhin bestritten, etwas über den Aufenthaltsort Mannehs zu wissen. Ende Februar 2007 äußerte sich erstmals ein Sprecher der Polizei öffentlich über den Fall Manneh. Dieser soll jedoch niemals in den benannten Polizeistationen festgehalten worden sein. Die Polizei gab an, von der Bevölkerung relevante Aussagen über den Verbleib Mannehs zu erhalten.
Bei der Recherche eines Reporters im April 2007 war Manneh nicht mehr in Fatoto, er soll noch im Februar mit unbekanntem Ziel verlegt worden sein. Während die Polizei angab, nichts über ihn zu wissen, wurde die Vermutung geäußert, dass er damals nach Kombo verlegt worden sei.

### Anklage beim Gerichtshof der ECOWAS
Die Media Foundation for West Africa hatte bei dem Gerichtshof der ECOWAS in Abuja Klage gegen die gambische Regierung eingereicht, um die Freilassung Mannehs zu erzwingen. Die Anhörung fand am 16. Juli 2007 statt, vertreten wurde die Anklage von der nigerianischen Anwältin Femi Falana. Die Anklage stützt sich auf die Verletzung des Rechts gemäß Artikel 4, 5 und 7 der Afrikanischen Charta der Menschenrechte und der Rechte der Völker. Es verstößt auch gegen Artikel 6 der Afrikanischen Charta der Menschenrechte und der Rechte der Völker, die sein Recht auf persönliche Freiheit garantiert. Ein Vertreter der Regierung Gambias war zur ersten Anhörung nicht erschienen, so wurde der Fall zum 26. September 2007 vertagt.

### Lebenszeichen in Banjul
Im Juli 2007 wurde auch vermutet, dass der Geschäftsführer der Daily Observer und Vertrauter Jammehs, Saja Taal, als Drahtzieher hinter der Verhaftung Mannehs stehe. Zu dieser Zeit war Manneh nach Aussage des Präsidenten der Gambia Press Union Madi Ceesay auch der Journalist, der in Gambia je am längsten inhaftiert worden war. Ende Juli 2007 soll Manneh im Royal Victoria Teaching Hospital (RVTH) in Banjul gesehen worden sein, er war angeblich zur Behandlung seines hohen Blutdrucks dort gewesen. Später sei er in eine nahegelegene Militärklinik verlegt worden.
Bei der Anhörung im September erschien auch diesmal kein Vertreter der Regierung, dennoch sollte im November gleichen Jahres das Urteil gefällt werden. Ende September äußerte die Internationale Journalisten-Föderation die Befürchtung, dass Manneh im Gefängnis getötet worden sei und verlangte von der gambischen Regierung Gegenbeweise. Sie stützten sich auf eine aus ihrer Sicht glaubhafte Aussage eines Mitarbeiters aus dem Mile-2-Gefängnis. So soll Manneh nach dem Aufenthalt im RVTH dorthin gebracht worden sein und ihm sei gesagt worden, dass er den nächsten Tag nicht mehr erleben werde.
Bei dem Verhandlungstag im November beim Gerichtshof der ECOWAS wurden drei Zeugen der Anklage verhört. Ein Urteil sollte dann aber erst Ende Januar verkündet werden. Im Januar vertagte sich das Gericht auf den 13. März 2008, um auch noch die Zeugenaussagen der beiden NIA-Beamten anhören zu können, die angeblich Manneh verhaftet hatten.
Kurz vor der Verhandlung im März wurde bekannt, dass nun fünf Zeugen nach Abuja eingeladen wurden – drei militärische Sicherheitskräfte und zwei hochrangige Polizeikräfte. Da diese auch nicht, wie jeweils ein Vertreter der Regierung, zum Termin erschienen waren, wurde die Urteilsverkündung auf den 5. Juni 2008 verschoben. Am 10. März wurde von der NIA versucht, einen der ehemaligen Zeugen, nämlich den Journalisten Yahya Dampha, in seinem Exil in Senegal zu entführen. Dampha, der flüchten konnte, gab an, zuvor Drohanrufe bekommen zu haben. Weiter sagte er gegenüber der Presse, dass seine Nachbarn über ihn befragt wurden.

### Urteilsverkündung des Gerichtshof der ECOWAS
Mit einer wegweisenden Entscheidung hatte der Gerichtshof der ECOWAS am 5. Juni 2007 das Urteil verkündet. Der Urteilsspruch erklärte die Festnahme von Chief Ebrima Manneh für illegal und ordnete die unverzügliche Freilassung an. Das Gericht sprach ihm zusätzlich eine Schadensersatzsumme von 100.000 US$ zu. Wie gewohnt schwieg die gambische Regierung weiterhin zum Fall Manneh.

### Zweiter Jahrestag der Inhaftierung
Am zweiten Jahrestag der Inhaftierung Mannehs forderte Momodou L. K. Sanneh, Minderheitsführer im Parlament, im Juli 2008 die Regierung auf, das Urteil des Gerichtshofs anzuerkennen und Manneh unverzüglich freizulassen.
Am 6. April 2009 bestritt die Generalstaatsanwältin und Ministerin für Justiz, Marie Saine-Firdaus, im Parlament weiterhin etwas über den Verbleib von Manneh zu wissen. Ausländische Politiker schickten im April 2009 eine Petition.
Bei den Amnesty International Media Awards 2009 wurde Chief Ebrima Manneh in Abwesenheit mit dem Special Award For Journalism ausgezeichnet. Yayah Jammeh äußerte sich im Interview erstmals im Juli 2009 zum Fall Manneh, seine Aussage war: „How can we release somebody who is not arrested by us“ („Wie können wir jemand freilassen, der nicht von uns verhaftet wurde?“).
Edward Gomez, Generalstaatsanwalt und Justizminister, bestritt im Oktober weiterhin, dass der Staat etwas über den Aufenthaltsort Mannehs wisse. Die The African Editors Forum (TAEF) ehrte Manneh im gleichen Monat mit dem Hero of African Journalism Award.

### Fünfter Jahrestag der Inhaftierung
Am 16. März 2011 soll Jammeh gegenüber Pressevertretern eine Äußerung gemacht haben. Er versicherte damals, dass die Regierung nichts mit dem Tode Chief Mannehs zu tun habe („Let me make it very clear that the government has nothing to do with the death of Chief Manneh.“). Gerüchte über den Tod sind schon im Juni 2009 verbreitet worden.

### Presseberichte zu Tod
Im März 2019 berichtete die Tageszeitung The Point, dass Manneh Mitte 2008 gestorben sei, als er von einer Polizeistation ins Krankenhaus in Diabugu Batapa gebracht werden sollte. Er soll hinter der örtlichen Polizeistation vergraben worden sein.

## Auszeichnungen
- 2009 – Special Award For Journalism von Amnesty International (in Abwesenheit)
- 2009 – Hero of African Journalism Award von African Editors Forum (in Abwesenheit)